# Banks (Oregon)
Banks – miasto w Stanach Zjednoczonych, w stanie Oregon, w hrabstwie Washington.